# 汉斯·罗特
汉斯·罗特（德語：Hans Rott，1858年8月1日—1884年6月25日），奥地利作曲家。

## 生平
他的父亲是一位著名的喜剧演员，罗特自幼进入维也纳音乐学院学习，师从布鲁克纳，并和马勒同居一室。毕业后他到教堂演奏管风琴为生，业余作曲。1880年他完成了E大调交响曲，并将总谱送交勃拉姆斯，但勃拉姆斯粗暴地批评了这部作品，使罗特受到很大打击，并最终精神失常，死于精神病院。

## 外部連結
- 汉斯·罗特的免费乐谱，由国际乐谱典藏计划提供